# Maksim Tank

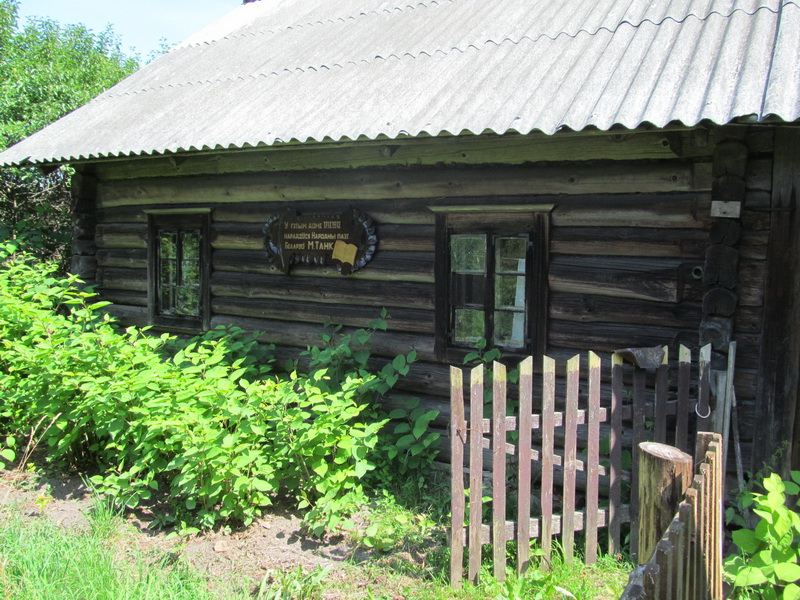
Pilkowszczyzna, dom rodzinny Maksima Tanka

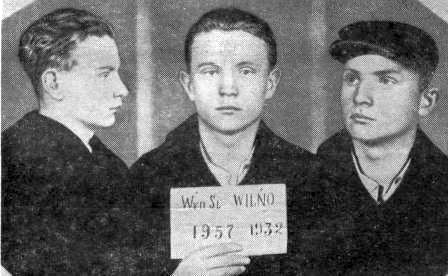
Maksim Tank po aresztowaniu w więzieniu na Łukiszkach

Maksim Tank, właśc. Jauhien Iwanawicz Skurko (biał. Яўген Іванавіч Скурко; inne pseudonimy: A. Hranit, Auhien Bura; ur. 4 września?/17 września 1912 w Pilkowszczyźnie k. Miadzioła, zm. 7 sierpnia 1995 w Mińsku) – białoruski poeta, nagrodzony w 1968 tytułem narodowego poety BSRR.

## Życiorys
Kiedy w czasie I wojny światowej jego ojciec został zmobilizowany, matka wyjechała z dziećmi do Moskwy. W ojczyste strony rodzina wróciła dopiero w 1922. Jauhien Skurko ukończył najpierw polską szkołę początkową w Szklenikowie, następnie uczył się w gimnazjach: rosyjskim w Wilejce i białoruskim w Radoszkowiczach. Z tego ostatniego został relegowany. Od 1927 należał do Komsomołu; za działalność komunistyczną dwukrotnie odbywał karę pozbawienia wolności (1933–1934, 1934). Pracował w podziemnych i legalnych wydawnictwach komunistycznych, a w czasie II wojny światowej – w gazetkach propagandowych. W latach 1948–1966 był redaktorem naczelnym czasopisma „Połymia”.
Jako poeta debiutował w 1931 w prasie nielegalnej. Pierwsze cztery tomy poezji wydawał w Wilnie. Pierwszy z nich, Na etapach (wyd. 1936), a także poemat Narocz (wyd. 1937) skonfiskowała cenzura. Jego wczesna twórczość nawiązywała do stylistyki tzw. drugiej awangardy. Łącznie w latach 1937–1990 wydał kilkanaście tomów poezji, ponadto napisał kilka tomów wierszy dla dzieci. W 1970 opublikował tom wspomnień, zatytułowanych Listki z kalendara (wyd. polskie Kartki z kalendarza, 1977). Kilkakrotnie wydawano tomiki jego wierszy w polskim przekładzie.
Był nagrodzony tytułami: Bohatera Pracy Socjalistycznej (1974), Honorowego Obywatela Mińska (1987), czterokrotnie Orderem Lenina, ponadto Orderem Rewolucji Październikowej, Orderem Czerwonego Sztandaru, Orderem Czerwonego Sztandaru Pracy, Orderem Wojny Ojczyźnianej II stopnia, Krzyżem Oficerskim Orderu Odrodzenia Polski. Był laureatem Nagrody Stalinowskiej (1948), Nagrody Literackiej im. Janki Kupały (1959), Nagrody Państwowej BSRR (1966), Nagrody Leninowskiej (1978), a także nagrody ZAiKS za przekłady poezji polskiej i wkład w rozwój przyjaźni pomiędzy narodami (1969).
Był wieloletnim deputowanym do Rady Najwyższej ZSRR i Rady Najwyższej BSRR. W latach 1963–1971 pełnił obowiązki przewodniczącego Rady Najwyższej Białoruskiej SRR.
Po odzyskaniu niepodległości przez Białoruś popierał biało-czerwono-białą flagę i herb z Pogonią oraz bojkotował referendum z 1995 roku w sprawie zmiany symboli państwowych.

## Upamiętnienie
Jego pseudonimem artystycznym nazwano w 1995 Białoruski Państwowy Uniwersytet Pedagogiczny.